# Coupe du monde de ski alpin 2023-2024
Navigation
Édition précédente Édition suivante
La Coupe du monde de ski alpin 2023-2024 est la 58e édition de la Coupe du monde de ski alpin, compétition organisée annuellement. Les finales de la Coupe du monde ont lieu à Saalbach. Les tenants du gros globe de cristal sont Marco Odermatt et Mikaela Shiffrin. En raison de l'Invasion de l'Ukraine par la Russie en 2022, les athlètes russes et biélorusses sont de nouveaux interdits de compétition pour toute la saison.
Dominateur en slalom géant où il remporte neuf victoires en dix courses, toujours brillant en Super-G et en descente, Marco Odermatt s'adjuge son troisième gros globe de cristal dès le 24 février, à dix courses de la fin de saison, ainsi que celui du slalom géant. Manuel Feller et Mikaela Shiffrin, revenue de blessure pour gagner les deux derniers slalom de la saison et parvenir à soixante victoires dans cette seule discipline, s'adjugent pour leur part les petits globes du slalom. 
Le 17 mars, à l'arrivée du dernier slalom géant féminin de l'hiver Lara Gut-Behrami gagne pour la première fois le petit globe de la spécialité, et s'assure définitivement du gain du gros globe de cristal, huit ans après le précédent. Pour la première fois depuis Pirmin Zurbriggen et Michela Figini en 1988, la Suisse remporte les classements généraux hommes et dames. Odermatt et Gut-Behrami s'adjugent par ailleurs les petits globes du Super-G. Mais cette dernière laisse celui de la descente lors de la dernière course à Cornelia Hütter. Odermatt pour sa part remporte aussi le petit globe de la descente sans combattre puisque la dernière course est annulée. Cela fait quatre trophées de cristal pour le champion suisse cette saison.

## Programme de la saison
La saison commence par la traditionnelle étape d'ouverture les 28 et 29 octobre à Sölden et se termine par les finales à Saalbach le 24 mars 2024.

### Pré-saison
L'intersaison 2023 est marquée par quelques annonces de retraites sportives, comme celles de la française double championne du monde de slalom géant Tessa Worley,, la championne du monde de super-G autrichienne Nicole Schmidhofer, ou les spécialistes des épreuves de vitesse français Johan Clarey et américains Steven Nyman et Travis Ganong. Additionnées aux retraites déjà annoncées en cours de saison (Mauro Caviezel, Beat Feuz, Matthias Mayer) ce sont près de quarante athlètes qui quittent le circuit mondial.
L'autre fait marquant de cet intersaison est la polémique autour des travaux sur le glacier du Théodule pour aménager une piste de descente à Zermatt. Le chantier est accusé de détruire le glacier et de sortir du cadre des aménagements autorisés. Des recours en justice aboutissent à l'arrêts temporaires des travaux,. Les courses sont finalement autorisées mais les conditions météos obligent finalement les organisateurs à annuler les deux épreuves prévues.

### Saison des messieurs
45 épreuves sont prévues au départ pour les messieurs cette saison et se composent de :
- 13 épreuves de descente
- 8 épreuves de super-G
- 11 épreuves de slalom géant
- 13 épreuves de slalom

Ces épreuves se déroulent sur 21 sites en Europe et en Amérique du Nord.

### Saison des dames
44 épreuves sont prévues au départ pour les dames cette saison et se composent de :
- 11 épreuves de descente
- 11 épreuves de super-G
- 11 épreuves de slalom géant
- 11 épreuves de slalom

Ces épreuves se déroulent sur 26 sites en Europe et en Amérique du Nord.

### Attribution des points
Le système donne 100 points au vainqueur puis un nombre de points décroissant jusqu'à la 30e place. Il a changé plusieurs fois ; le système actuel date de la saison 1992-1993.
| Place  | 1   | 2  | 3  | 4  | 5  | 6  | 7  | 8  | 9  | 10 | 11 | 12 | 13 | 14 | 15 | 16 | 17 | 18 | 19 | 20 | 21 | 22 | 23 | 24 | 25 | 26 | 27 | 28 | 29 | 30 |
| ------ | --- | -- | -- | -- | -- | -- | -- | -- | -- | -- | -- | -- | -- | -- | -- | -- | -- | -- | -- | -- | -- | -- | -- | -- | -- | -- | -- | -- | -- | -- |
| Points | 100 | 80 | 60 | 50 | 45 | 40 | 36 | 32 | 29 | 26 | 24 | 22 | 20 | 18 | 16 | 15 | 14 | 13 | 12 | 11 | 10 | 9  | 8  | 7  | 6  | 5  | 4  | 3  | 2  | 1  |

## Tableau d'honneur
| Discipline        | Hommes         | Femmes           |
| ----------------- | -------------- | ---------------- |
| Général           | Marco Odermatt | Lara Gut-Behrami |
| Descente          | Marco Odermatt | Cornelia Hütter  |
| Slalom            | Manuel Feller  | Mikaela Shiffrin |
| Géant             | Marco Odermatt | Lara Gut-Behrami |
| Super-G           | Marco Odermatt | Lara Gut-Behrami |
| Coupe des nations | Suisse         | Autriche         |
| Coupe des nations | Suisse         |                  |

## Déroulement de la saison
Dix ans après sa première victoire dans la course d'ouverture à Sölden, Lara Gut-Behrami lance la saison le 28 octobre en s'imposant dans le géant d'un centième de seconde devant Federica Brignone qui a réalisé le meilleur temps de la première manche sur la piste autrichienne. La 38e victoire de la skieuse suissesse. Petra Vlhová complète le podium alors que Mikaela Shiffrin se classe sixième. Le lendemain, le vent souffle si fort sur le glacier Rettenbach, que la course hommes doit être annulée. Les 11 et 12 novembre, ils ne peuvent pas non plus débuter la saison, les deux descentes « transfrontalières » de Zermatt-Cervinia ne peuvent avoir lieu pour cause de chutes de neige incessantes. Les épreuves de vitesse hommes dans les deux stations suisse et italienne, devaient aussi avoir lieu pour la première fois la saison dernière, et c'est le manque de neige qui avait provoqué l'annulation. De leur côté, les femmes enchaînent par deux slaloms à Levi. Le samedi, la première course est écrasée par Petra Vlhová qui gagne les deux manches. Le dimanche, elle semble partie pour rééditer le même type de performance quand elle enfourche sur le deuxième tracé, laissant la victoire à Mikaela Shiffrin, la 89e victoire de l'Américaine, sa 54e en slalom : deux records tous sexes confondus améliorés pour celle qui s'impose pour la septième fois sur la « Black » de Levi.
À fin novembre, les hommes n'ont pu disputer qu'une seule épreuve, le slalom de Gurgl gagné par Manuel Feller, la troisième victoire de sa carrière dans cette seule discipline, pour un triplé autrichien puisqu'il devance Marco Schwarz et Michael Matt. Le 25 et 26 novembre, les femmes sont à Killington où Lara Gut-Behrami reste invaincue cette saison en slalom géant, s'imposant pour la septième fois dans la spécialité et la 39e fois de sa carrière. Troisième de cette course devant son bouillant public qui garnit les tribunes, Mikaela Shiffrin remporte le slalom le lendemain, en gagnant les deux manches pour devancer sa grande rivale Petra Vlhová de 0 s 33 au final. L'Américaine signe ici la 90e victoire de sa carrière et sa 55e en slalom. Le 29 novembre, le Norvégien Lucas Braathen, tenant du petit globe de slalom et 4e du classement général en 2023, annonce le terme de sa carrière pour cause de différend avec sa fédération.
Alors que la saison de vitesse hommes n'a toujours pas débuté (entre le 1er et le 3 décembre, la météo empêche la tenue des deux descentes et du Super G de Beaver Creek), les femmes sont au Québec, à Mont Tremblant pour un doublé de Federica Brignone dans les deux slaloms géants disputés en 24 heures. Deux fois troisième, Mikaela Shiffrin conserve la tête du classement général.
Le samedi 9 décembre, Mikaela Shiffrin frappe un grand coup en renouant avec la victoire en descente, sur la piste de vitesse de Saint-Moritz, parvenant à devancer la « reine » de la spécialité Sofia Goggia de 0 s 15 de seconde. C'est la quatrième victoire en descente pour l'Américaine, la précédente remontant à la saison 2021-2022, à Courchevel, et sa 91e toutes disciplines confondues. Le même jour, Marco Odermatt remporte sa troisième victoire consécutive en slalom géant sur la face de Bellevarde de Val d'Isère, son premier succès d'une saison masculine qui ne compte pour le moment que deux courses disputées, mais la sensation du jour est la troisième place de Joan Verdú, le premier podium d'un skieur andorran en Coupe du monde,. Le lendemain, tant le super-G féminin de Saint-Moritz, que le slalom des hommes qui doit avoir lieu à Val d'Isère, doivent être annulés en raison de la météo. Au 10 décembre, le total se monte à dix courses annulées depuis le début de saison, dont seulement deux sont reprogrammées .
La saison de vitesse masculine démarre enfin à Val Gardena le 14 décembre, où Bryce Bennett s'affirme comme un spécialiste de la Saslong en remportant la première descente raccourcie en mode sprint. Il s'agit de la deuxième victoire de sa carrière, la première remontant à la saison 2021-2022 sur la même piste. Il est encore deux jours plus tard sur le podium de la descente sur le parcours complet remportée par Dominik Paris qui gagne dans la discipline pour la dix-huitième fois, mais la première dans la station des Dolomites. Entre ces deux courses, Vincent Kriechmayr remporte en Super-G sa troisième victoire sur la Saslong et la dix-septième de sa carrière. Sur le podium de la première descente et du Super-G (troisième les deux fois), le leader de la Coupe du monde Marco Odermatt règne sur la Gran Risa d'Alta Badia les 17 et 18 décembre, en remportant les deux géants, repoussant en 24 heures les assauts de Filip Zubčić, Žan Kranjec et Marco Schwarz, pour parvenir à un total de dix-sept victoires dans la discipline et vingt-sept en tout.
Au même moment sur la piste Oreiller-Killy de Val-d'Isère, la championne du monde de descente 2023 Jasmine Flury en gagne enfin une en Coupe du monde à 30 ans pour un doublé suisse puisqu'elle devance Joana Hählen de 0 s 22. Le lendemain Federica Brignone confirme son excellent début de saison en dominant le Super-G. Mikaela Shiffrin et Petra Vlhová qui ont fait l'impasse sur les épreuves de vitesse de Val d'Isère se retrouvent face à face et loin de toute concurrence dans le slalom nocturne de Courchevel le 21 décembre. Devancée de 0 s 17 par l'Américaine en première manche, la championne olympique de slalom 2022 signe le meilleur temps sur le second tracé et la bat au final de 0 s 24 pour sa deuxième victoire de la saison et la trentième de sa carrière, tandis que Shiffrin totalise déjà sept podiums dans trois disciplines cet hiver. Katharina Truppe termine troisième à plus de 2 secondes.
Marco Schwarz s'impose dans le mythique slalom nocturne de Madonna di Campiglio le 22 décembre devant Clément Noël (auteur du meilleur temps de la première manche) suivi par Dave Ryding, et déloge Marco Odermatt de la première place du classement général. Le coureur autrichien avait annoncé à l'automne son intention de courir toutes les courses au programme cette saison, il est en train de le faire et a marqué des gros points partout : en descente, en Super-G et en géant avec des podiums dans cette discipline.
Le 28 décembre, Cyprien Sarrazin s'impose dans la descente de Bormio, battant Marco Odermatt de 0 s 9. C'est la première victoire d'un français sur la célèbre piste de vitesse Stelvio depuis que Luc Alphand s'y était imposé en 1996, et aucun de ses compatriotes n'avait gagné de descente en Coupe du monde depuis Adrien Théaux à Santa Caterina en 2015. Malheureusement, Marco Schwarz chute et se blesse, déchirure du ligament croisé et du ménisque interne au genou droit, ce qui met un terme à sa saison. Le même jour à Lienz, Mikaela Shiffrin remporte le 22e slalom géant et la 92e victoire de sa carrière, construisant sa victoire en première manche en creusant de gros écarts, ce qui lui permet de conserver une petite marge sur Federica Brignone en bas du second tracé. Le lendemain, Shiffrin écrase le slalom en gagnant les deux manches pour terminer avec 2 s 34 d'avance sur sa plus proche poursuivante, Lena Dürr, pour une 56e victoire dans la discipline et la 93e de sa carrière, tandis qu'à Bormio Marco Odermatt gagne le Super-G, sa quatrième victoire cette saison, sa onzième dans la discipline et la vingt-huitième en tout.
Pour les premières courses de l'année 2024, les femmes disputent un slalom géant et un slalom à Kranjska Gora les 6 et 7 janvier. Grâce au meilleur temps de la seconde manche, Valérie Grenier s'impose devant Lara Gut-Behrami et Federica Brignone en slalom géant, ramenant la différence de points à 15 au classement de la discipline pour la Suissesse et l'Italienne. Le lendemain, c'est Petra Vlhová qui remporte le slalom devant Lena Dürr et A J Hurt, cette dernière ayant effectué une remontée de 13 places dans la deuxième manche pour se hisser sur son premier podium de Coupe du monde. Le même week-end, les hommes se trouvent dans la station d'Adelboden pour disputer les classiques de la station. Le samedi 6 janvier, Marco Odermatt remporte le slalom géant avec plus d'une seconde d'avance sur Aleksander Aamodt Kilde, qui signe par la même occasion son premier podium dans la discipline. Le podium est complété par Filip Zubčić. Pour Marco Odermatt, c'est la septième victoire consécutive en géant, et il consolide son avance dans le classement de la discipline, avec 160 points d'avance sur son dauphin Filip Zubčić. Le 7 janvier, Manuel Feller s'impose dans le slalom avec 2 centièmes d'avance sur Atle Lie McGrath. Dominik Raschner, qui a grignoté 15 places lors de la deuxième manche, complète le podium. Alexander Steen Olsen, qui avait remporté la première manche et refermait le portillon, est éliminé lors du second tracé.
Toujours dans l'Oberland bernois, les hommes se retrouvent pour un week-end avec trois courses de vitesses ainsi que le slalom, notamment avec la reprise de la descente annulée de Beaver Creek le jeudi 11 janvier. Sur la descente raccourcie du jeudi, Marco Odermatt remporte sa première victoire de Coupe du monde dans la discipline, avec 58 centièmes d'avance sur le Français Cyprien Sarrazin et 81 centièmes sur le Norvégien Aleksander Aamodt Kilde. Le lendemain, le podium reste le même, Marco Odermatt et Cyprien Sarrazin échangeant leurs places sur le super-G, tout en conservant la même différence de temps. Sur la descente classique du samedi, c'est à nouveau le Suisse qui remporte la mise, cette fois-ci avec 59 centièmes d'avance sur le Français, et Dominik Paris complétant le podium à 1s92 du vainqueur. Malheureusement, le week-end de Wengen est marqué par trois grosses chutes, tout d'abord celle de Marco Kohler le jeudi puis Alexis Pinturault, papa depuis peu, le vendredi. Ils se blessent tous deux au genou, mettant un terme à leur saison. Le samedi, c'est Aleksander Aamodt Kilde qui chute brutalement dans la dernière courbe, terminant dans les filets de sécurité. Le week-end à Wengen se termine par un slalom où Manuel Feller l'emporte à nouveau, sa troisième victoire de la saison. Les femmes, pour leur part, disputent trois courses de vitesse à Altenmarkt-Zauchensee où Mikaela Shiffrin a décidé de faire l'impasse, ce qui lui permet de filer à l'hôpital de Berne pour venir au chevet de son compagnon Aleksander Aamodt Kilde, qui souffre de multiples contusions, d'une luxation de l'épaule, d'une importante coupure à la cheville, mais pas de fracture. Deux championnes multi-couronnées du circuit mondial s'imposent tour à tour : Sofia Goggia en descente (son 18e succès dans la spécialité), et Lara Gut-Behrami en Super-G (la 40e victoire de sa carrière).
Mikaela Shiffrin retrouve la compétition lors de la « nocturne » de Flachau le 16 janvier, pour y signer sa 57e victoire en slalom et la 94e de sa carrière, au terme d'un duel de haut vol avec sa grande rivale slovaque, battue de 0 s 27. Shiffrin (4 victoires) et Vlhova (3 victoires) ont gagné tous les slaloms disputés à ce point.
Le week-end du 19 au 21 janvier, les hommes sont à Kitzbühel pour deux descentes et un slalom, alors que les femmes disputent un slalom géant puis un slalom à Jasna. Sur la lancée de ses performances à Bormio et à Wengen, Cyprien Sarrazin continue de dépoussiérer les tablettes de l'équipe de France de vitesse en s'imposant lors de la première descente sur la Streif le 19 janvier, succédant à Luc Alphand dont la dernière victoire sur la piste autrichienne remontait à 1997. Pour sa troisième victoire de la saison, le skieur français devance Florian Schieder de 0 s 5 et Marco Odermatt de 0 s 34. Le Lendemain, à Jasna, Sara Hector renoue avec la victoire en slalom géant, s'imposant devant Mikaela Shiffrin, alors que  Petra Vlhová chute en première manche et se blesse au genou gauche, ce qui la contraint à mettre un terme à sa saison. À Kitzbühel, Cyprien Sarrazin réussit l'exceptionnelle passe de deux. Le skieur de Dévoluy gagne cette fois en bas de la Streif avec une avance de 0 s 91 de seconde sur Marco Odermatt. Le dernier Français à avoir réalisé le doublé en descente à Kitzbühel était Luc Alphand en 1995.

Le dimanche, place aux slaloms, les hommes sur la « Ganslern » de Kitzbühel et les femmes à Jasna. Sans la concurrence de Petra Vlhová, Mikaela Shiffrin doit en seconde manche repousser les assauts de Zrinka Ljutić, pour finalement s'imposer avec une avance de 0 s 14 pour sa 95e victoire et son 150e podium. Pour sa part, Linus Straßer offre à l'équipe d'Allemagne sa première victoire de la saison, remportant le slalom en devançant de peu Kristoffer Jakobsen et Daniel Yule. La dernière victoire en slalom de Straßer remontait à deux plus tôt à Schladming.

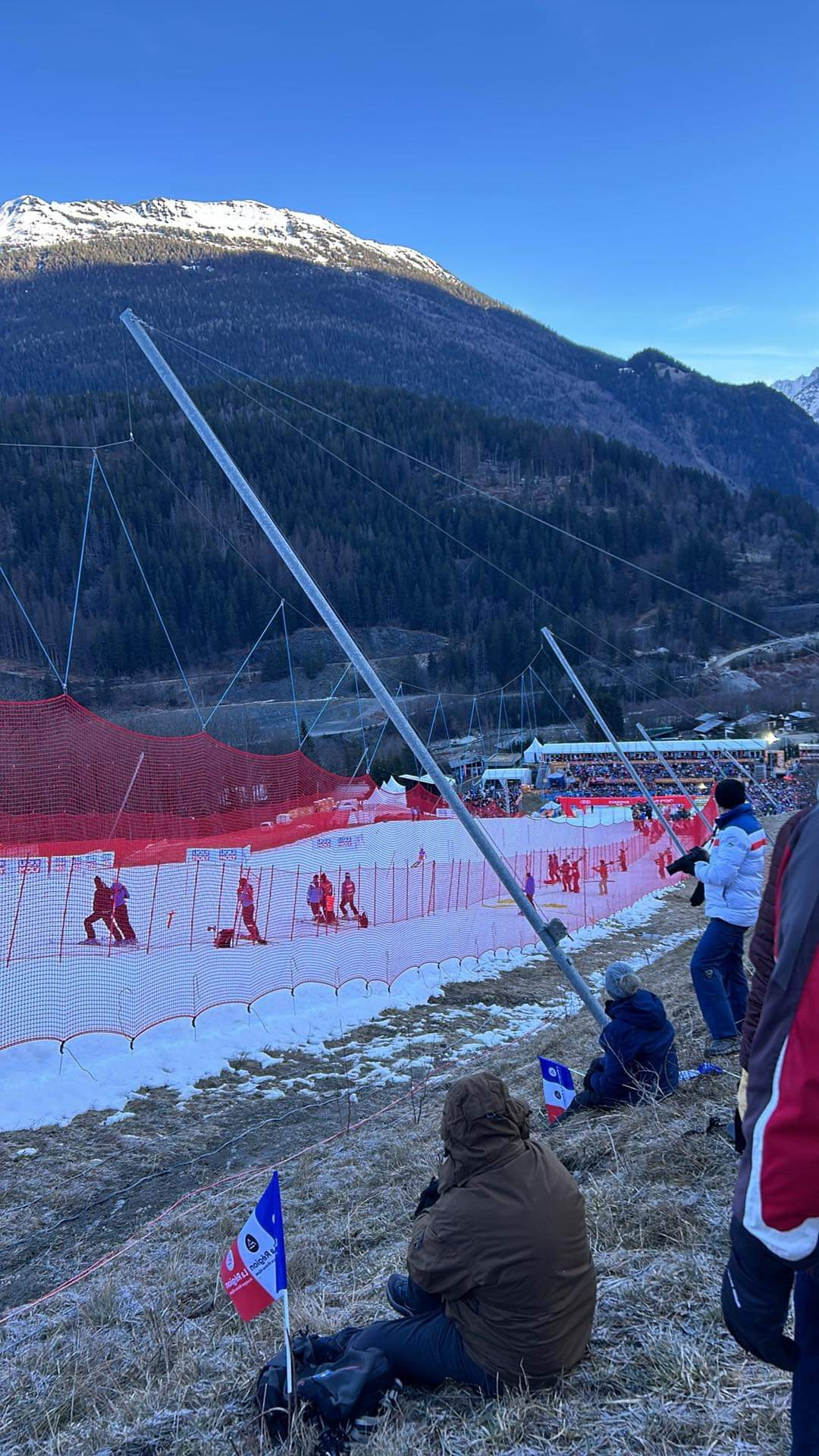
Juste une bande de neige préparée sur la « Verte des Houches » pour le slalom masculin de Chamonix le 4 février 2024

Marco Odermatt compte désormais cinq victoires en cinq géants disputés ce hiver, sur une série de huit succès consécutifs dans la discipline. Mais pour arriver à ce total lors de la course nocturne de Schladming le 23 janvier, il doit remonter dix places en seconde manche. Il part en effet à la faute après 26 secondes de course sur le premier tracé, perd toute sa vitesse, et se retrouve onzième à 0 s 98 de l'auteur du meilleur temps, Manuel Feller. Le leader de la Coupe du monde effectue un deuxième passage « stratosphérique », et Feller qui « referme le portillon », est battu de 0 s 5 sur la ligne d'arrivée. Le 24 janvier devant les dizaines de milliers de spectateurs du slalom nocturne disputé sur la Planai de Schladming, Linus Straßer réussit à enchainer, trois jours après sa victoire à Kitzbuhel, en battant Timon Haugan à 0 s 28 et Clément Noël à 1 s 02 au terme des deux manches. Au classement du petit globe du slalom, il se poste alors en seconde position à 132 points de Manuel Feller.
Le 26 janvier, les femmes disputent une première descente sur l'Olimpia delle Tofane de Cortina d'Ampezzo où Stephanie Venier remporte une seconde victoire, cinq ans jours pour jour après la première. La course qui se conclut par un manque de place sur le podium (Lara Gut-Behrami est deuxième, puis Sofia Goggia, Valérie Grenier et Christina Ager signent un temps identique pour la troisième place), est émaillée de chutes, notamment Federica Brignone (sans dommage), Mikaela Shiffrin (touchée au genou gauche et qui doit déclarer forfait pour la suite du week-end), Michelle Gisin (touchée au tibia) et au même endroit que Shiffrin, sur un saut en début de course, sans toutefois chuter, Corinne Suter se blesse et sa saison est finie. L'hécatombe se poursuit lors de la deuxième descente, avec les chutes plus ou moins graves de Joana Hählen, Valérie Grenier, Isabella Wright, alors que Ragnhild Mowinckel s'impose pour son premier succès dans la discipline. Le programme à Cortina se conclut par un Super-G gagné par Lara Gut-Behrami qui s'empare de la tête du classement de la spécialité pour sa 41e victoire, accompagnée sur le podium par Stephanie Venier et Romane Miradoli. Les hommes disputent dans le même temps deux Super-G sur la neige salée de Garmisch. Le premier est un jour de gloire pour Nils Allègre qui remporte sa première victoire en Coupe du monde à son 102e départ. Marco Odermatt, le leader du classement général, se rattrape le lendemain, 28 janvier, en signant une large victoire, sa neuvième cette saison, la 33e de sa carrière. Il est accompagné sur le podium par son jeune compatriote Franjo Von Allmen, troisième et qui fête à 22 ans le premier top 3 de sa carrière après seulement une dizaine de départs en coupe du monde.
Les femmes disputent un slalom géant sur la piste Erta de Plan de Corones (Kronplatz) le 30 janvier où Lara Gut-Behrami se montre dominatrice en terminant avec plus d'une seconde d'avance sur Alice Robinson et Sara Hector, 2e ex aequo. Sa 42e victoire (8e dans la discipline) lui permet de revenir au classement général à 95 points de Mikaela Shiffrin, absente puisqu'elle se remet de son gros crash à Cortina d'Ampezzo.
Le week-end suivant, tant les courses féminines à Garmisch-Partenkirchen que les courses masculines à Chamonix sont annulées faute d'enneigement suffisant, à l'exception du slalom des hommes qui a lieu le dimanche 4 février. Sur la Verte des Houches, Daniel Yule commet une grosse faute en première manche, ce qui le relègue à la 30e place, mais tirant profit d'une piste immaculée en 2e manche, par une météo printanière, il remporte le slalom, une remontada historique en Coupe du monde de slalom masculin, alors que Lucas Braathen était remonté de la 29e à la première place lors du slalom de Wengen en 2022. C'est même un doublé suisse que l'on retrouve sur le podium avec Loïc Meillard sur la deuxième marche du podium. Clément Noël, meilleur temps de la première manche et qui comptait 1 s 93 d'avance sur Yule, termine sur la troisième marche. Pour la Suisse, c'est le second doublé masculin en slalom, le premier ayant eu lieu en 1978.
Alors que le 10 février en s'imposant à Bansko, Marco Odermatt poursuit sa série de victoires consécutives en slalom géant remontant à la saison précédente (les trois derniers de 2022-2023 et les six disputés cette année), Lara Gut-Behrami fait coup double : elle remporte le géant de Soldeu en remontant de la neuvième position en première manche, et s'empare de la première place du classement général, profitant du forfait de Mikaela Shiffrin. Le lendemain, le slalom masculin est annulé après le passage de 31 coureurs en raison des conditions météorologiques défavorables, après une manche menée par le Français Clément Noël. Du côté des femmes, Anna Swenn-Larsson remporte un deuxième succès en carrière en Coupe du monde, et se retrouve pour la première fois seule sur la plus haute marche du podium. Celui-ci est complété par la Croate Zrinka Ljutić et l'Américaine Paula Moltzan.
Alors que Mikaela Shiffrin a eu son élan coupé et son genou gauche abimé par sa chute du 26 janvier à Cortina d'Ampezzo, son retour n'étant pas prévu avant les épreuves techniques de Åre les 9 et 10 mars, Lara Gut-Behrami avance à grands pas vers le gros globe de cristal. Il s'agirait de son deuxième après celui gagné en 2016. En effet, la Suissesse s'impose dans la descente de Crans Montana le 16 février, ce qui constitue sa septième victoire de la saison, la quatrième consécutive, une première en descente depuis le 15 janvier 2022 à Zauchensee, et aussi des succès cet hiver dans trois disciplines différentes. Non seulement elle possède maintenant plus de 100 points d'avance sur l'Américaine absente, mais elle a devant elle les étapes de Val di Fassa et de Kvitfjell, soit six courses de vitesse, pour creuser un écart qui pourrait être définitif. Le lendemain, Marta Bassino remporte sa première victoire en descente en Coupe du monde, avec une avance importante sur ses dauphines Federica Brignone et Lara Gut-Behrami. Finalement, le super-G du dimanche est remporté par l'Autrichienne Stephanie Venier devant les Italiennes Federica Brignone et Marta Bassino. À l'issue de ce week-end de vitesse en Valais, l'écart du classement du super-G n'est que de 5 points entre Lara Gut-Behrami et Cornelia Hütter. Du côté des messieurs, en l'absence de Cyprien Sarrazin pour cause de blessure, Niels Hintermann remporte la descente de Kvitfjell devant Vincent Kriechmayr et Cameron Alexander. Dans la course serrée pour le petit globe de la descente, Marco Odermatt porte son avance à 46 points avant les finales de Saalbach. Toujours dans la station norvégienne, le super-G est remporté par l'Autrichien Vincent Kriechmayr, avec le Canadien Jeffrey Read sur la deuxième marche du podium, et Marco Odermatt et Dominik Paris se partageant la troisième marche. Là aussi, le petit globe du super-G reste en jeu pour les finales de Saalbach, Odermatt ayant 81 points d'avance sur Kriechmayr.
Le 24 février en Californie, à l'issue du slalom géant de Palissades Tahoe où il s'impose pour la septième fois sur les sept courses disputées cette saison dans la discipline, Marco Odermatt s'assure définitivement du gain du gros globe de cristal, son troisième consécutif. A dix courses du terme de la saison, et donc avec un maximum de 1000 points à prendre, le skieur suisse auteur de 11 victoires et 18 podiums ne peut plus être rejoint au classement général, son plus proche poursuivant, Manuel Feller, étant relégué à 1001 points. Odermatt continue sur sa lancée en remportant les deux géants d'Aspen les 1er et 2 mars, pour rester invaincu dans la discipline (soit les 9 courses disputés depuis le début de la saison) et rester en lice pour un grand chelem que seul Ingemar Stenmark a réussi avant lui en gagnant les 10 géants de la saison 1978-1979. Entre temps, Manuel Feller se rapproche du petit globe du slalom en signant sa quatrième victoire de l'hiver à Palissades Tahoe, et Loic Meillard gagne le premier slalom de sa carrière à Aspen le 3 mars, où Clément Noël meilleur temps de la première manche, enfourche dans la seconde.
Côté féminin, les deux Super-G programmés à Val di Fassa et la descente prévue à Kvitfjell sont annulés pour les mêmes raisons : forte chutes de neige, en Italie comme en Norvège. Les protagonistes de la Coupe du monde se retrouvent sur l'Olympiabakken les 2 et 3 mars pour deux Super-G. Lara Gut-Behrami gagne le premier et termine deuxième vingt-quatre heures plus tard derrière Federica Brignone. Cette dernière dépasse Shiffrin au classement général, alors que la Suissesse, avec désormais 8 victoires et 15 podiums, est toute proche du gros globe de cristal. À l'inverse, c'est une météo printanière et des chutes de pluie qui provoquent l'annulation des deux épreuves masculines, un géant et un slalom qui devaient avoir lieu à Kranjska Gora les 9 et 10 mars. La conséquence directe est que Manuel Feller qui dispute la meilleure saison de sa carrière avec ses quatre victoires de l'hiver entre les piquets serrés, ne peut plus être rejoint en tête du classement du slalom, et s'adjuge donc le petit globe pour la première fois.
Mikaela Shiffrin fait un retour tonitruant à Åre le 10 mars. La veille, elle n'a pas participé au slalom géant où en s'imposant, Federica Brignone a retardé l'obtention du gros globe pour Lara Gut-Behrami qui s'est classée troisième de la course. La skieuse américaine reprend donc le fil de sa saison lors du slalom où elle assomme littéralement la concurrence en gagnant les deux manches pour finir avec 1 s 24 d'avance sur sa plus proche rivale, Zrinka Ljutić. Elle signe ainsi sa 96e victoire et s'assure de l'obtention de son huitième petit globe de la discipline.
Arrivent les courses finales de la saison à Saalbach qui commencent par un géant hommes et un slalom dames le 16 mars. Le géant donne lieu à un grand coup de théatre : Alors qu'on lui promettait un historique grand chelem dans la discipline, un 10 sur 10, Marco Odermatt bute sur le dernier obstacle : en tête de la première manche avec 0 s 40 d'avance sur Loic Meillard, il sort du tracé dès le début du seconde acte et Meillard l'emporte, signant sa deuxième victoire d'affilée après le slalom d'Aspen. La série du triple vainqueur du gros globe s'arrête dont à douze victoires et vingt-six podiums enchaînés en géant depuis la saison précédente. Quant à Mikaela Shiffrin, elle met un terme à sa saison sur sa soixantième victoire en slalom, la 97e de sa carrière, sa neuvième de la saison. Revenue de sa blessure au genou gauche pour gagner les deux derniers slaloms de l'hiver et s'adjuger son huitième petit globe de la spécialité, elle choisit de ne pas disputer les autres courses à Saalbach, et laisse le gros trophée de cristal à Lara Gut-Behrami.
Le gros globe de cristal féminin est officialisé pour la championne tessinoise le 17 mars à l'arrivée du slalom géant remporté par Federica Brignone. Gut-Behrami se classe dixième de cette ultime course dans la discipline, et cela lui suffit pour se mettre définitivement hors de portée au classement général. La skieuse polyvalente née en 1991, qui totalise 45 victoires dont huit cette saison, gagne aussi pour la première fois le petit globe du slalom géant, et reste en mesure à l'occasion des deux dernière épreuves de vitesse de la saison, de s'adjuger ceux du Super-G et de la descente. Malheureusement pour elle, la suissesse en restera à trois trophées de cristal. Après avoir aussi gagné celui du Super-G, elle se rate dans les grandes largeurs lors de l'ultime descente le 23 mars, où elle se classe 17e et ne marque aucun point, alors que Cornelia Hütter s'impose et s'attribue le petit globe de la spécialité. 
Marco Odermatt, pour sa part, bénéficie de l'annulation de l'ultime descente programmée à Saalbach le 24 mars, où il aurait dû défendre sa première place au classement de la spécialité face à Cyprien Sarrazin. Le champion suisse s'adjuge donc le petit globe, après ceux du classement général, du slalom géant et du Super-G. Le dernier skieur à avoir gagné quatre globes de cristal en une saison était Hermann Maier en 2000-2001 et le dernier suisse, Pirmin Zurbriggen en 1986-1987.

## Classement général
| Rang | Nom                   | Points | Victoire(s) | Podium(s) |
| ---- | --------------------- | ------ | ----------- | --------- |
|      | Marco Odermatt        | 1947   | 13          | 20        |
| 2    | Loïc Meillard         | 1073   | 2           | 7         |
| 3    | Manuel Feller         | 952    | 4           | 7         |
| 4    | Henrik Kristoffersen  | 754    |             | 3         |
| 5    | Cyprien Sarrazin      | 734    | 4           | 6         |
| 6    | Vincent Kriechmayr    | 707    | 2           | 3         |
| 7    | Timon Haugan          | 621    | 1           | 3         |
| 8    | Dominik Paris         | 539    | 1           | 4         |
| 9    | Linus Straßer         | 532    | 2           | 5         |
| 10   | Filip Zubčić          | 466    |             | 2         |
| 11   | Marco Schwarz *       | 464    | 1           | 4         |
| 12   | Atle Lie McGrath      | 459    |             | 3         |
| 13   | Alexander Steen Olsen | 442    |             | 1         |
| 14   | Aleksander A. Kilde * | 440    |             | 6         |
| 15   | Raphael Haaser        | 408    |             | 2         |
| 16   | Clément Noël          | 397    |             | 4         |
| 17   | Nils Allègre          | 394    | 1           | 1         |
| 18   | Stefan Rogentin       | 348    | 1           | 1         |
| 19   | Žan Kranjec           | 347    |             | 3         |
| 20   | Justin Murisier       | 335    |             |           |

| Rang | Nom                   | Points | Victoire(s) | Podium(s) |
| ---- | --------------------- | ------ | ----------- | --------- |
|      | Lara Gut-Behrami      | 1716   | 8           | 16        |
| 2    | Federica Brignone     | 1581   | 6           | 13        |
| 3    | Mikaela Shiffrin      | 1409   | 9           | 14        |
| 4    | Sara Hector           | 922    | 1           | 5         |
| 5    | Cornelia Hütter       | 913    | 2           | 7         |
| 6    | Petra Vlhová *        | 802    | 3           | 7         |
| 7    | Sofia Goggia *        | 792    | 2           | 6         |
| 8    | Michelle Gisin        | 785    |             | 2         |
| 9    | Marta Bassino         | 739    | 1           | 2         |
| 10   | Stephanie Venier      | 726    | 2           | 3         |
| 11   | Ragnhild Mowinckel    | 664    | 1           | 2         |
| 12   | Alice Robinson        | 650    |             | 5         |
| 13   | Zrinka Ljutić         | 560    |             | 3         |
| 14   | Kajsa Vickhoff Lie    | 544    |             | 2         |
| 15   | Mirjam Puchner        | 529    |             | 3         |
| 16   | Lena Dürr             | 517    |             | 4         |
| 17   | Paula Moltzan         | 473    |             | 1         |
| 18   | Katharina Liensberger | 447    |             | 1         |
| 19   | Valérie Grenier *     | 429    | 1           | 2         |
| 20   | Camille Rast          | 412    |             |           |

## Classements de chaque discipline

### Descente
| Rang | Nom                     | Points | Victoire(s) | Podium(s) |
| ---- | ----------------------- | ------ | ----------- | --------- |
|      | Marco Odermatt          | 552    | 2           | 6         |
| 2    | Cyprien Sarrazin        | 510    | 3           | 5         |
| 3    | Dominik Paris           | 342    | 1           | 3         |
| 4    | Vincent Kriechmayr      | 298    |             | 1         |
| 5    | Bryce Bennett           | 257    | 1           | 2         |
| 6    | Niels Hintermann        | 229    | 1           | 1         |
| 7    | Aleksander Aamodt Kilde | 220    |             | 3         |
| 8    | Ryan Cochran-Siegle     | 208    |             |           |
| 9    | Cameron Alexander       | 205    |             | 2         |
| 10   | Nils Allègre            | 201    |             |           |

| Rang | Nom               | Points | Victoire(s) | Podium(s) |
| ---- | ----------------- | ------ | ----------- | --------- |
|      | Cornelia Hütter   | 397    | 1           | 3         |
| 2    | Lara Gut-Behrami  | 369    | 1           | 3         |
| 3    | Sofia Goggia      | 350    | 1           | 4         |
| 4    | Stephanie Venier  | 346    | 1           | 2         |
| 5    | Federica Brignone | 281    |             | 2         |
| 6    | Jasmine Flury     | 275    | 1           | 2         |
| 7    | Mirjam Puchner    | 251    |             | 1         |
| 8    | Ilka Štuhec       | 242    |             | 1         |
| 9    | Marta Bassino     | 236    | 1           | 1         |
| 10   | Laura Pirovano    | 194    |             |           |

### Super-G
| Rang | Nom                | Points | Victoire(s) | Podium(s) |
| ---- | ------------------ | ------ | ----------- | --------- |
|      | Marco Odermatt     | 495    | 2           | 5         |
| 2    | Vincent Kriechmayr | 409    | 2           | 2         |
| 3    | Raphael Haaser     | 271    |             | 2         |
| 4    | Stefan Rogentin    | 244    | 1           | 1         |
| 5    | Guglielmo Bosca    | 230    |             | 1         |
| 6    | Cyprien Sarrazin   | 224    | 1           | 1         |
| 7    | Dominik Paris      | 197    |             | 1         |
| 8    | Loïc Meillard      | 196    |             | 1         |
| 9    | Nils Allègre       | 193    | 1           | 1         |
| 10   | Jeffrey Read       | 187    |             | 1         |

| Rang | Nom                | Points | Victoire(s) | Podium(s) |
| ---- | ------------------ | ------ | ----------- | --------- |
|      | Lara Gut-Behrami   | 576    | 3           | 6         |
| 2    | Federica Brignone  | 546    | 2           | 4         |
| 3    | Cornelia Hütter    | 516    | 1           | 4         |
| 4    | Stephanie Venier   | 380    | 1           | 2         |
| 5    | Kajsa Vickhoff Lie | 337    |             | 3         |
| 6    | Ester Ledecká      | 287    | 1           | 2         |
| 7    | Mirjam Puchner     | 278    |             | 2         |
| 8    | Ragnhild Mowinckel | 247    |             | 2         |
| 9    | Marta Bassino      | 244    |             | 1         |
| 10   | Sofia Goggia       | 237    | 1           | 2         |

### Géant
| Rang | Nom                   | Points | Victoire(s) | Podium(s) |
| ---- | --------------------- | ------ | ----------- | --------- |
|      | Marco Odermatt        | 900    | 9           | 9         |
| 2    | Loïc Meillard         | 468    | 1           | 3         |
| 3    | Filip Zubčić          | 402    |             | 2         |
| 4    | Henrik Kristoffersen  | 395    |             | 1         |
| 5    | Žan Kranjec           | 347    |             | 3         |
| 6    | Alexander Steen Olsen | 326    |             | 1         |
| 7    | Thomas Tumler         | 295    |             | 1         |
| 8    | Atle Lie McGrath      | 244    |             | 1         |
| 9    | Manuel Feller         | 237    |             | 2         |
| 10   | Joan Verdú            | 221    |             | 2         |

| Rang | Nom                     | Points | Victoire(s) | Podium(s) |
| ---- | ----------------------- | ------ | ----------- | --------- |
|      | Lara Gut-Behrami        | 771    | 4           | 7         |
| 2    | Federica Brignone       | 750    | 4           | 7         |
| 3    | Sara Hector             | 583    | 1           | 4         |
| 4    | Alice Robinson          | 492    |             | 5         |
| 5    | Mikaela Shiffrin        | 429    | 1           | 5         |
| 6    | Valérie Grenier         | 327    | 1           | 1         |
| 7    | Thea Louise Stjernesund | 307    |             | 1         |
| 8    | Petra Vlhová            | 297    |             | 2         |
| 9    | Marta Bassino           | 259    |             |           |
| 10   | Zrinka Ljutić           | 239    |             |           |

### Slalom
| Rang | Nom                  | Points | Victoire(s) | Podium(s) |
| ---- | -------------------- | ------ | ----------- | --------- |
|      | Manuel Feller        | 715    | 4           | 5         |
| 2    | Linus Straßer        | 526    | 2           | 5         |
| 3    | Timon Haugan         | 450    | 1           | 2         |
| 4    | Loïc Meillard        | 409    | 1           | 2         |
| 5    | Clément Noël         | 397    |             | 4         |
| 6    | Henrik Kristoffersen | 359    |             | 2         |
| 7    | Daniel Yule          | 288    | 1           | 2         |
| 7    | Dave Ryding          | 288    |             | 1         |
| 9    | Marc Rochat          | 258    |             |           |
| 10   | Kristoffer Jakobsen  | 217    |             | 1         |

| Rang | Nom                   | Points | Victoire(s) | Podium(s) |
| ---- | --------------------- | ------ | ----------- | --------- |
|      | Mikaela Shiffrin      | 830    | 7           | 8         |
| 2    | Lena Dürr             | 508    |             | 4         |
| 3    | Petra Vlhová          | 505    | 3           | 5         |
| 4    | Michelle Gisin        | 418    |             | 2         |
| 5    | Anna Swenn-Larsson    | 395    | 1           | 3         |
| 6    | Sara Hector           | 339    |             | 1         |
| 7    | Katharina Liensberger | 325    |             | 1         |
| 8    | Zrinka Ljutić         | 321    |             | 2         |
| 9    | Camille Rast          | 290    |             |           |
| 10   | Katharina Huber       | 272    |             |           |

## Coupe des nations
| Rang | Nation     | Points | Victoire(s) | Podium(s) |
| ---- | ---------- | ------ | ----------- | --------- |
| 1    | Suisse     | 10882  | 27          | 56        |
| 2    | Autriche   | 9287   | 11          | 36        |
| 3    | Italie     | 6817   | 10          | 29        |
| 4    | Norvège    | 5190   | 2           | 21        |
| 5    | États-Unis | 3998   | 10          | 21        |

| Rang | Nation   | Points | Victoire(s) | Podium(s) |
| ---- | -------- | ------ | ----------- | --------- |
| 1    | Suisse   | 6238   | 18          | 34        |
| 2    | Autriche | 4310   | 7           | 19        |
| 3    | Norvège  | 3065   | 1           | 17        |
| 4    | France   | 2745   | 5           | 11        |
| 5    | Italie   | 2464   | 1           | 6         |

| Rang | Nation     | Points | Victoire(s) | Podium(s) |
| ---- | ---------- | ------ | ----------- | --------- |
| 1    | Autriche   | 4977   | 4           | 17        |
| 2    | Suisse     | 4644   | 9           | 22        |
| 3    | Italie     | 4353   | 9           | 23        |
| 4    | États-Unis | 2676   | 9           | 18        |
| 5    | Norvège    | 2125   | 1           | 6         |

## Calendrier et résultats

### Messieurs
| N°      | Lieu                   | Date              | Épreuve  | Vainqueur | Deuxième | Troisième |
| ------- | ---------------------- | ----------------- | -------- | --- | --- | --- |
| -       | Sölden                 | 29 octobre 2023   | Géant    | Annulé à cause du vent. Course reprise à Aspen le 1er mars 2024. | Annulé à cause du vent. Course reprise à Aspen le 1er mars 2024. | Annulé à cause du vent. Course reprise à Aspen le 1er mars 2024. |
| -       | Zermatt- Cervinia      | 11 novembre 2023  | Descente | Annulé à cause d'une météo fortement défavorable. L'une des deux courses est reprise à Val Gardena le 14 décembre 2023.                                                | Annulé à cause d'une météo fortement défavorable. L'une des deux courses est reprise à Val Gardena le 14 décembre 2023.                                                | Annulé à cause d'une météo fortement défavorable. L'une des deux courses est reprise à Val Gardena le 14 décembre 2023.                                                |
| -       | Zermatt- Cervinia      | 12 novembre 2023  | Descente | Annulé à cause d'une météo fortement défavorable. L'une des deux courses est reprise à Val Gardena le 14 décembre 2023.                                                | Annulé à cause d'une météo fortement défavorable. L'une des deux courses est reprise à Val Gardena le 14 décembre 2023.                                                | Annulé à cause d'une météo fortement défavorable. L'une des deux courses est reprise à Val Gardena le 14 décembre 2023.                                                |
| 1       | Gurgl                  | 18 novembre 2023  | Slalom   | Manuel Feller | Marco Schwarz | Michael Matt |
| -       | Beaver Creek           | 1er décembre 2023 | Descente | Annulé à cause des chutes de neige récentes le 1er décembre et à cause du vent les 2 et 3 décembre,. L'une des deux descentes est reprise à Wengen le 11 janvier 2024. | Annulé à cause des chutes de neige récentes le 1er décembre et à cause du vent les 2 et 3 décembre,. L'une des deux descentes est reprise à Wengen le 11 janvier 2024. | Annulé à cause des chutes de neige récentes le 1er décembre et à cause du vent les 2 et 3 décembre,. L'une des deux descentes est reprise à Wengen le 11 janvier 2024. |
| -       | Beaver Creek           | 2 décembre 2023   | Descente | Annulé à cause des chutes de neige récentes le 1er décembre et à cause du vent les 2 et 3 décembre,. L'une des deux descentes est reprise à Wengen le 11 janvier 2024. | Annulé à cause des chutes de neige récentes le 1er décembre et à cause du vent les 2 et 3 décembre,. L'une des deux descentes est reprise à Wengen le 11 janvier 2024. | Annulé à cause des chutes de neige récentes le 1er décembre et à cause du vent les 2 et 3 décembre,. L'une des deux descentes est reprise à Wengen le 11 janvier 2024. |
| -       | Beaver Creek           | 3 décembre 2023   | Super-G  | Annulé à cause des chutes de neige récentes le 1er décembre et à cause du vent les 2 et 3 décembre,. L'une des deux descentes est reprise à Wengen le 11 janvier 2024. | Annulé à cause des chutes de neige récentes le 1er décembre et à cause du vent les 2 et 3 décembre,. L'une des deux descentes est reprise à Wengen le 11 janvier 2024. | Annulé à cause des chutes de neige récentes le 1er décembre et à cause du vent les 2 et 3 décembre,. L'une des deux descentes est reprise à Wengen le 11 janvier 2024. |
| 2       | Val d'Isère            | 9 décembre 2023   | Géant    | Marco Odermatt | Marco Schwarz | Joan Verdú |
| -       | Val d'Isère            | 10 décembre 2023  | Slalom   | Annulé à cause des chutes de neige et de la pluie. | Annulé à cause des chutes de neige et de la pluie. | Annulé à cause des chutes de neige et de la pluie. |
| 3       | Val Gardena            | 14 décembre 2023  | Descente | Bryce Bennett | Aleksander Aamodt Kilde | Marco Odermatt |
| 4       | Val Gardena            | 15 décembre 2023  | Super-G  | Vincent Kriechmayr | Daniel Hemetsberger | Marco Odermatt |
| 5       | Val Gardena            | 16 décembre 2023  | Descente | Dominik Paris | Aleksander Aamodt Kilde | Bryce Bennett |
| 6       | Alta Badia             | 17 décembre 2023  | Géant    | Marco Odermatt | Filip Zubčić | Žan Kranjec |
| 7       | Alta Badia             | 18 décembre 2023  | Géant    | Marco Odermatt | Marco Schwarz | Žan Kranjec |
| 8       | Madonna                | 22 décembre 2023  | Slalom   | Marco Schwarz | Clément Noël | Dave Ryding |
| 9       | Bormio                 | 28 décembre 2023  | Descente | Cyprien Sarrazin | Marco Odermatt | Cameron Alexander |
| 10      | Bormio                 | 29 décembre 2023  | Super-G  | Marco Odermatt | Raphael Haaser | Aleksander Aamodt Kilde |
| 11      | Adelboden              | 6 janvier 2024    | Géant    | Marco Odermatt | Aleksander Aamodt Kilde | Filip Zubčić |
| 12      | Adelboden              | 7 janvier 2024    | Slalom   | Manuel Feller | Atle Lie McGrath | Dominik Raschner |
| 13      | Wengen                 | 11 janvier 2024   | Descente | Marco Odermatt | Cyprien Sarrazin | Aleksander Aamodt Kilde |
| 14      | Wengen                 | 12 janvier 2024   | Super G  | Cyprien Sarrazin | Marco Odermatt | Aleksander Aamodt Kilde |
| 15      | Wengen                 | 13 janvier 2024   | Descente | Marco Odermatt | Cyprien Sarrazin | Dominik Paris |
| 16      | Wengen                 | 14 janvier 2024   | Slalom   | Manuel Feller | Atle Lie McGrath | Henrik Kristoffersen |
| 17      | Kitzbühel              | 19 janvier 2024   | Descente | Cyprien Sarrazin | Florian Schieder | Marco Odermatt |
| 18      | Kitzbühel              | 20 janvier 2024   | Descente | Cyprien Sarrazin | Marco Odermatt | Dominik Paris |
| 19      | Kitzbühel              | 21 janvier 2024   | Slalom   | Linus Straßer | Kristoffer Jakobsen | Daniel Yule |
| 20      | Schladming             | 23 janvier 2024   | Géant    | Marco Odermatt | Manuel Feller | Žan Kranjec |
| 21      | Schladming             | 24 janvier 2024   | Slalom   | Linus Straßer | Timon Haugan | Clément Noël |
| 22      | Garmisch-Partenkirchen | 27 janvier 2024   | Super G  | Nils Allègre | Guglielmo Bosca | Loïc Meillard |
| 23      | Garmisch-Partenkirchen | 28 janvier 2024   | Super G  | Marco Odermatt | Raphael Haaser | Franjo von Allmen |
| -       | Chamonix               | 2 février 2024    | Descente | Descentes annulées à cause du manque de neige. | Descentes annulées à cause du manque de neige. | Descentes annulées à cause du manque de neige. |
| -       | Chamonix               | 3 février 2024    | Descente | Descentes annulées à cause du manque de neige. | Descentes annulées à cause du manque de neige. | Descentes annulées à cause du manque de neige. |
| 24      | Chamonix               | 4 février 2024    | Slalom   | Daniel Yule | Loïc Meillard | Clément Noël |
| 25      | Bansko                 | 10 février 2024   | Géant    | Marco Odermatt | Alexander Steen Olsen | Manuel Feller |
| -       | Bansko                 | 11 février 2024   | Slalom   | Course annulée après le 31e skieur en raison des conditions météorologiques et de la dégradation de la piste.                                                          | Course annulée après le 31e skieur en raison des conditions météorologiques et de la dégradation de la piste.                                                          | Course annulée après le 31e skieur en raison des conditions météorologiques et de la dégradation de la piste.                                                          |
| 26      | Kvitfjell              | 17 février 2024   | Descente | Niels Hintermann | Vincent Kriechmayr | Cameron Alexander |
| 27      | Kvitfjell              | 18 février 2024   | Super G  | Vincent Kriechmayr | Jeffrey Read | Marco Odermatt Dominik Paris |
| 28      | Palisades Tahoe        | 24 février 2024   | Géant    | Marco Odermatt | Henrik Kristoffersen | River Radamus |
| 29      | Palisades Tahoe        | 25 février 2024   | Slalom   | Manuel Feller | Clément Noël | Linus Straßer |
| 30      | Aspen                  | 1er mars 2024     | Géant    | Marco Odermatt | Loïc Meillard | Atle Lie McGrath |
| 31      | Aspen                  | 2 mars 2024       | Géant    | Marco Odermatt | Loïc Meillard | Timon Haugan |
| 32      | Aspen                  | 3 mars 2024       | Slalom   | Loïc Meillard | Linus Straßer | Henrik Kristoffersen |
| -       | Kranjska Gora          | 9 mars 2024       | Géant    | En raison du manque de neige, le slalom géant est annulé, puis le slalom est également annulé .                                                                        | En raison du manque de neige, le slalom géant est annulé, puis le slalom est également annulé .                                                                        | En raison du manque de neige, le slalom géant est annulé, puis le slalom est également annulé .                                                                        |
| -       | Kranjska Gora          | 10 mars 2024      | Slalom   | En raison du manque de neige, le slalom géant est annulé, puis le slalom est également annulé .                                                                        | En raison du manque de neige, le slalom géant est annulé, puis le slalom est également annulé .                                                                        | En raison du manque de neige, le slalom géant est annulé, puis le slalom est également annulé .                                                                        |
| Finales |                        |                   |          | | | |
| 33      | Saalbach               | 16 mars 2024      | Géant    | Loïc Meillard | Joan Verdú | Thomas Tumler |
| 34      | Saalbach               | 17 mars 2024      | Slalom   | Timon Haugan | Manuel Feller | Linus Straßer |
| 35      | Saalbach               | 22 mars 2024      | Super G  | Stefan Rogentin | Loïc Meillard | Arnaud Boisset |
| -       | Saalbach               | 24 mars 2024      | Descente | Course annulée à cause des mauvaises conditions météorologiques. | Course annulée à cause des mauvaises conditions météorologiques. | Course annulée à cause des mauvaises conditions météorologiques. |

### Dames
| N°      | Lieu                   | Date             | Épreuve          | Vainqueur | Deuxième | Troisième |
| ------- | ---------------------- | ---------------- | ---------------- | --- | --- | --- |
| 1       | Sölden                 | 28 octobre 2023  | Géant            | Lara Gut-Behrami | Federica Brignone | Petra Vlhová |
| 2       | Levi                   | 11 novembre 2023 | Slalom           | Petra Vlhová | Lena Dürr | Katharina Liensberger |
| 3       | 12 novembre 2023       | Slalom           | Mikaela Shiffrin | Leona Popović | Lena Dürr | |
| -       | Zermatt - Cervinia     | 18 novembre 2023 | Descente         | Les courses sont annulées en raison de rafales de vent.                                                                                  | Les courses sont annulées en raison de rafales de vent.                                                                                  | Les courses sont annulées en raison de rafales de vent.                                                                                  |
| -       | Zermatt - Cervinia     | 19 novembre 2023 | Descente         | Les courses sont annulées en raison de rafales de vent.                                                                                  | Les courses sont annulées en raison de rafales de vent.                                                                                  | Les courses sont annulées en raison de rafales de vent.                                                                                  |
| 4       | Killington             | 25 novembre 2023 | Géant            | Lara Gut-Behrami | Alice Robinson | Mikaela Shiffrin |
| 5       | 26 novembre 2023       | Slalom           | Mikaela Shiffrin | Petra Vlhová | Wendy Holdener | |
| 6       | Tremblant              | 2 décembre 2023  | Géant            | Federica Brignone | Petra Vlhová | Mikaela Shiffrin |
| 7       | Tremblant              | 3 décembre 2023  | Géant            | Federica Brignone | Lara Gut-Behrami | Mikaela Shiffrin |
| 8       | Saint-Moritz           | 8 décembre 2023  | Super G          | Sofia Goggia | Cornelia Hütter | Lara Gut-Behrami |
| 9       | Saint-Moritz           | 9 décembre 2023  | Descente         | Mikaela Shiffrin | Sofia Goggia | Federica Brignone |
| -       | Saint-Moritz           | 10 décembre 2023 | Super G          | Annulé à cause des chutes de neige. La course est reprise le 12 janvier 2024 à Zauchensee.                                               | Annulé à cause des chutes de neige. La course est reprise le 12 janvier 2024 à Zauchensee.                                               | Annulé à cause des chutes de neige. La course est reprise le 12 janvier 2024 à Zauchensee.                                               |
| 10      | Val-d'Isère            | 16 décembre 2023 | Descente         | Jasmine Flury | Joana Hählen | Cornelia Hütter |
| 11      | Val-d'Isère            | 17 décembre 2023 | Super G          | Federica Brignone | Kajsa Vickhoff Lie | Sofia Goggia |
| 12      | Courchevel             | 21 décembre 2023 | Slalom           | Petra Vlhová | Mikaela Shiffrin | Katharina Truppe |
| 13      | Lienz                  | 28 décembre 2023 | Géant            | Mikaela Shiffrin | Federica Brignone | Sara Hector |
| 14      | Lienz                  | 29 décembre 2023 | Slalom           | Mikaela Shiffrin | Lena Dürr | Michelle Gisin |
| 15      | Kranjska Gora          | 6 janvier 2024   | Géant            | Valérie Grenier | Lara Gut-Behrami | Federica Brignone |
| 16      | Kranjska Gora          | 7 janvier 2024   | Slalom           | Petra Vlhová | Lena Dürr | A J Hurt |
| 17      | Zauchensee             | 12 janvier 2024  | Super G          | Cornelia Hütter | Kajsa Vickhoff Lie | Lara Gut-Behrami |
| 18      | Zauchensee             | 13 janvier 2024  | Descente         | Sofia Goggia | Stephanie Venier | Mirjam Puchner Nicol Delago |
| 19      | Zauchensee             | 14 janvier 2024  | Super G          | Lara Gut-Behrami | Cornelia Hütter | Mirjam Puchner |
| 20      | Flachau                | 16 janvier 2024  | Slalom           | Mikaela Shiffrin | Petra Vlhová | Sara Hector |
| 21      | Jasná                  | 20 janvier 2024  | Géant            | Sara Hector | Mikaela Shiffrin | Alice Robinson |
| 22      | Jasná                  | 21 janvier 2024  | Slalom           | Mikaela Shiffrin | Zrinka Ljutić | Anna Swenn-Larsson |
| 23      | Cortina d'Ampezzo      | 26 janvier 2024  | Descente         | Stephanie Venier | Lara Gut-Behrami | Valérie Grenier Christina Ager Sofia Goggia                                                                                              |
| 24      | Cortina d'Ampezzo      | 27 janvier 2024  | Descente         | Ragnhild Mowinckel | Jacqueline Wiles | Sofia Goggia |
| 25      | Cortina d'Ampezzo      | 28 janvier 2024  | Super-G          | Lara Gut-Behrami | Stephanie Venier | Romane Miradoli |
| 26      | Plan de Corones        | 30 janvier 2024  | Géant            | Lara Gut-Behrami | Alice Robinson Sara Hector | – |
| -       | Garmisch-Partenkirchen | 3 février 2024   | Descente         | Les courses sont annulées en raison du manque de neige.                                                                                  | Les courses sont annulées en raison du manque de neige.                                                                                  | Les courses sont annulées en raison du manque de neige.                                                                                  |
| -       | Garmisch-Partenkirchen | 4 février 2024   | Super G          | Les courses sont annulées en raison du manque de neige.                                                                                  | Les courses sont annulées en raison du manque de neige.                                                                                  | Les courses sont annulées en raison du manque de neige.                                                                                  |
| 27      | Soldeu                 | 10 février 2024  | Géant            | Lara Gut-Behrami | Alice Robinson | A J Hurt |
| 28      | Soldeu                 | 11 février 2024  | Slalom           | Anna Swenn-Larsson | Zrinka Ljutić | Paula Moltzan |
| 29      | Crans-Montana          | 16 février 2024  | Descente         | Lara Gut-Behrami | Jasmine Flury Cornelia Hütter | – |
| 30      | Crans-Montana          | 17 février 2024  | Descente         | Marta Bassino | Federica Brignone | Lara Gut-Behrami |
| 31      | Crans-Montana          | 18 février 2024  | Super G          | Stephanie Venier | Federica Brignone | Marta Bassino |
| -       | Val di Fassa           | 24 février 2024  | Super G          | Les courses sont annulées en raison de fortes chutes de neige,.                                                                          | Les courses sont annulées en raison de fortes chutes de neige,.                                                                          | Les courses sont annulées en raison de fortes chutes de neige,.                                                                          |
| -       | Val di Fassa           | 25 février 2024  | Super G          | Les courses sont annulées en raison de fortes chutes de neige,.                                                                          | Les courses sont annulées en raison de fortes chutes de neige,.                                                                          | Les courses sont annulées en raison de fortes chutes de neige,.                                                                          |
| -       | Kvitfjell              | 2 mars 2024      | Descente         | Les entraînements sont annulés à cause des chutes de neige. La descente est donc annulée et remplacée par un des Super G de Val di Fassa | Les entraînements sont annulés à cause des chutes de neige. La descente est donc annulée et remplacée par un des Super G de Val di Fassa | Les entraînements sont annulés à cause des chutes de neige. La descente est donc annulée et remplacée par un des Super G de Val di Fassa |
| 32      | Kvitfjell              | 2 mars 2024      | Super G          | Lara Gut-Behrami | Cornelia Hütter | Mirjam Puchner |
| 33      | Kvitfjell              | 3 mars 2024      | Super G          | Federica Brignone | Lara Gut-Behrami | Ester Ledecká |
| 34      | Åre                    | 9 mars 2024      | Géant            | Federica Brignone | Sara Hector | Lara Gut-Behrami |
| 35      | Åre                    | 10 mars 2024     | Slalom           | Mikaela Shiffrin | Zrinka Ljutić | Michelle Gisin |
| Finales |                        |                  |                  | | | |
| 36      | Saalbach               | 16 mars 2024     | Slalom           | Mikaela Shiffrin | Mina Fürst Holtmann | Anna Swenn-Larsson |
| 37      | Saalbach               | 17 mars 2024     | Géant            | Federica Brignone | Alice Robinson | Thea Louise Stjernesund |
| 38      | Saalbach               | 22 mars 2024     | Super G          | Ester Ledecká | Federica Brignone | Kajsa Vickhoff Lie |
| 39      | Saalbach               | 23 mars 2024     | Descente         | Cornelia Hütter | Ilka Štuhec | Nicol Delago |